# Vestron Video
La Vestron Video era la maggiore sussidiaria della Vestron, Inc., ed era una società di produzione e distribuzione home-video con sede a Stamford (Connecticut), che è stata attiva dal 1981 al 1992. La società era responsabile della pubblicazione in VHS della maggior parte dei B-movie e, dei film della libreria della Cannon Films. 
Negli ultimi anni, l'azienda ha iniziato a spostarsi verso i film "di moda", compresi film distribuiti attraverso la sua filiale Vestron Pictures, e in particolare il film Dirty Dancing. Inoltre, la società è stata la prima azienda a pubblicare i video del National Geographic alla fine degli anni '80, ed è stata la prima a commercializzare i video della rivista Pro Wrestling Illustrated: "Pro Wrestling Illustrated Presenta Lords of the Ring", in opposizione a quelli pubblicati dalla WWE.
Le sussidiarie della Vestron, Inc. ,erano:
- Vestron Television
- Vestron Pictures
- Vestron Music Video
- Vestron Video International
- Children's Video Library
- Lightning Video

Nel 1985 la Vestron si è quotata alla New York Stock Exchange, con un'offerta pubblica iniziale di 440 milioni di Dollari, molto alta per l'epoca. La società ha avuto successo per molti anni, a tal punto che deteneva più del 10% del mercato video degli Stati Uniti. Nel momento migliore le vendite erano approssimate in circa 350 milioni di Dollari annui, la società vendeva infatti filmati video in più di 30 paesi, direttamente o tramite accordi di licenza. 
Questo era fondamentalmente un business dei diritti, costruito da alcune persone che hanno avuto l'intuito di comprendere il mercato dei diritti video (VCR), prima che lo facessero i principali studios. Infine i grandi studios si ravvivarono, e divenne sempre più difficile per la Vestron acquistare i vari film prodotti. Inoltre, i produttori indipendenti aumentarono il prezzo di quelli disponibili.
La società iniziò quindi a produrre film propri (Dirty Dancing, Le ragazze della terra sono facili, Blue Steel), ma quando il mercato maturò e le preferenze per i film da guardare si spostarono da quasi tutti i film verso i soli film "dai grandi titoli", per i quali le major avevano fatto grandi sforzi, la società si era già impegnata con una serie di circa 20 progetti di serie "B", e pochi progetti di serie "A".
I finanziamenti per la società di conseguenza si interruppero e fu quindi costretta a dichiarare la banca rotta, atto che permise il suo acquisto l'11 gennaio 1991, per 27.3 milioni di Dollari, da parte della LIVE Entertainment che aveva la propria sede a Los Angeles. La LIVE acquisì così la vasta libreria della Vestron (3000 film). In conseguenza di ciò nel 1998 il nome Live Entertainment mutò in Artisan Entertainment (che fu piegata nel 2004 in Lionsgate).
Le loro divisioni internazionali, divennero quindi le seconde più grandi appena dopo quelle della Warner. Infatti la Vestron aveva molti uffici in tutto il mondo e nei principali mercati che li permetteva una distribuzione diretta nei cinema, in video e in TV. Possedeva inoltre anche uno stabilimento di produzione in Olanda, per fornire un supporto ai mercati europei.